# Vida Neuwirthová
Vida Neuwirthová, rozená Skalská (* 10. července 1962 Teplice), je česká herečka židovského původu.

## Život
Pod svým dívčím jménem hrála princeznu Bosanu ve filmové pohádce Tři veteráni z roku 1983. Objevila se též ve filmech Prodavač humoru, Vesničko má středisková, Píseň o lítosti nebo Golet v údolí či v televizních seriálech Největší z Pierotů a Dobrodružství kriminalistiky. Podílela se na vzniku česko-německého dokumentu o židovských obětech druhé světové války, k nimž patřili členové její rodiny, s názvem Rekviem za ty, kteří přežili. Dlouhodobě se však věnuje loutkoherectví. Do roku 1999 byla členkou pražského divadla Minor, v roce 2001 režírovala v Divadle v Celetné pro Divadelní spolek Kašpar a zakládala dětské divadlo Feigele (česky ptáček) při pražské židovské obci, které vede od roku 1983. Kromě toho se věnuje průvodcovské činnosti, při níž provází turisty po pražském židovském městě nebo po Terezíně a občas moderuje v rozhlase. Pro malé čtenáře napsala knihy s převyprávěnými biblickými příběhy a židovskými legendami. V roce 1995 ji vyšla kniha s názvem Opuštěný palác a jiné židovské pohádky a v roce 2003 kniha Dobře ukryté poklady aneb příběhy z midraše.